# آل حفيان (المزاحمية)
آل حفيان، هي قرية من فئة (ب) تقع في محافظة المزاحمية، والتابعة لمنطقة الرياض في السعودية. وتبعد آل حفيان عن محافظة المزاحمية بمسافة تقارب () كم.